# Рибейра-даш-Таиньяш
Рибейра-даш-Таиньяш (порт. Ribeira das Tainhas) — населённый пункт и район в Португалии, входит в округ Азорские острова. Расположен на острове Сан-Мигел. Является составной частью муниципалитета Вила-Франка-ду-Кампу. Население составляет 782 человека на 2001 год. Занимает площадь 9,91 км².